# Světový pohár v alpském lyžování 2015/2016
Světový pohár v alpském lyžování 2015/2016 byl jubilejní 50. ročník série vrcholných závodů v alpském lyžování organizovaný Mezinárodní lyžařskou federací. Premiérová sezóna Světového poháru se konala v roce 1967. Ročník začal během října 2015 tradičně v rakouském Söldenu, který hostil obří slalom jako úvodní závod sezóny poprvé v roce 2000. Vyvrcholení proběhlo ve druhé polovině března 2016 ve švýcarském Svatém Mořici, jenž poprvé hostil světové finále. Sérii nepřerušilo mistrovství světa, když se nejbližší šampionát uskutečnil až v únoru 2017 ve stejném švýcarském dějišti.
Celkovými vítězi ročníku se stali Rakušan Marcel Hirscher a Švýcarka Lara Gutová, která získala první velký křišťálový glóbus, zatímco Hirscher pátým triumfem vyrovnal Girardelliho rekord.

## Přehled

### Muži
Do závěru prosince 2015 ukončila zranění několika lyžařům. Rakouský člen širší světové špičky Matthias Mayer si přivodil zlomeniny levé horní končetiny, žebra a sedmého hrudního obratle v grödenském sjezdu ve Val Gardeně a Němec Josef Ferstl si poškodil koleno během sjezdařského tréninku v Santa Caterině. Při pádu, v němž se Mayer zranil, byl poprvé ve Světovém poháru aktivován tělesný airbag, který se při vymrštění závodníka nad sjezdovku nafoukl s cílem ochránit trup těla, zejména pak hrudní a bederní páteř. Tuto novinku mohli sjezdaři využívat od začátku probíhající sezóny 2015/2016.
Ke kurioznímu incidentu došlo 22. prosince 2015 během večerního slalomu v Madonně di Campiglio. Ve druhé jízdě nakonec stříbrného Marcela Hirschera téměř zasáhl poškozený dron televizní společnosti, který poskytoval letecké záběry divákům. Technická závada bezpolitního stroje vedla k jeho pádu do blízkosti projíždějícího slalomáře. O den později na incident zareagovala Mezinárodní lyžařská federace, která z bezpečnostních důvodů zakázala přelety dronů nad závodní tratí a lokalitami výskytu diváků. Traťový ředitel Markus Waldner vyjádřil nad incidentem znepokojení a prohlásil, že zákaz přeletů bude určitě platit během jeho působení ve funkci. Premiéru ve světové sérii měl paralelní obří slalom zařazený na závěr prosince 2015 do italského střediska Alta Badia. Nastoupilo do něj 32 závodníků na relativně krátké paralelní trati ve vyřazovacím systému. V prvním kole 16 dvojic se konaly dvě jízdy. Závodník s nižším součtem časů z modré i červené dráhy postoupil do osmifinále. Od této fáze osmi dvojic se jela jen jedna jízda, v níž rozhodoval rychlejší čas. Poražení čtvrtfinalisté se následně utkali o konečné 5. až 8. místo, poražení semifinalisté se střetli v malém finále o bronz. 
Na konci ledna 2016 utrpěl zranění pravého kolena průběžný lídr celkové klasifikace, sjezdu a Super-G Aksel Lund Svindal, který upadl v závěru trati kitzbühelského sjezdu a skončil v ochranné síti. Po operací oznámil ukončení sezóny. Nor přitom absentoval již v celém předchozím ročníku 2014/2015 pro zranění Achillovy šlachy. Ve stejném závodu si přivodil úraz Rakušan Georg Streitberger, znamenající pro něj také předčasný konec sezóny. Na hahnenkammské trati byla špatná viditelnost a opakované pády přinutili pořadatele závod ukončit po odjetí třiceti sjezdařů, minimálního počtu závodníků nutného k započtení bodů do hodnocení Světového poháru.
Popátě v řadě se celkovým vítězem sezóny stal Rakušan Marcel Hirscher, což se v předchozí historii mužské série nikomu nepodařilo. Jediným pětinásobným šampionem byl Lucemburčan Marc Girardelli, který však nevyhrál v navazujících sezónách. Takovou šňůru celkových výher do té doby vytvořila pouze Annemarie Moserová-Pröllová v letech 1971–1975. Velký křišťálový glóbus si Hirscher zajistil ve čtvrtém závodu před koncem sezóny – sjezdu ve Svatém Mořici, kde získal nedostižitelný náskok před druhým v pořadí Henrikem Kristoffersenem z Norska. Rakušan v sezóně ovládl osm závodů včetně svého prvního triumfu v superobřím slalomu. S celkovými 36 výhrami mu v historické statistice Světového poháru patřila šestá příčka. Navíc obhájil i konečné prvenství v obřím slalomu, které mu přineslo šestý malý křišťálový globus. Jistotu získal na počátku března v Kranjske Goře osmnáctým kariérním triumfem z obřího slalomu. Před poslední soutěží disciplíny tak měl nedostižitelný náskok 111 bodů.

### Ženy

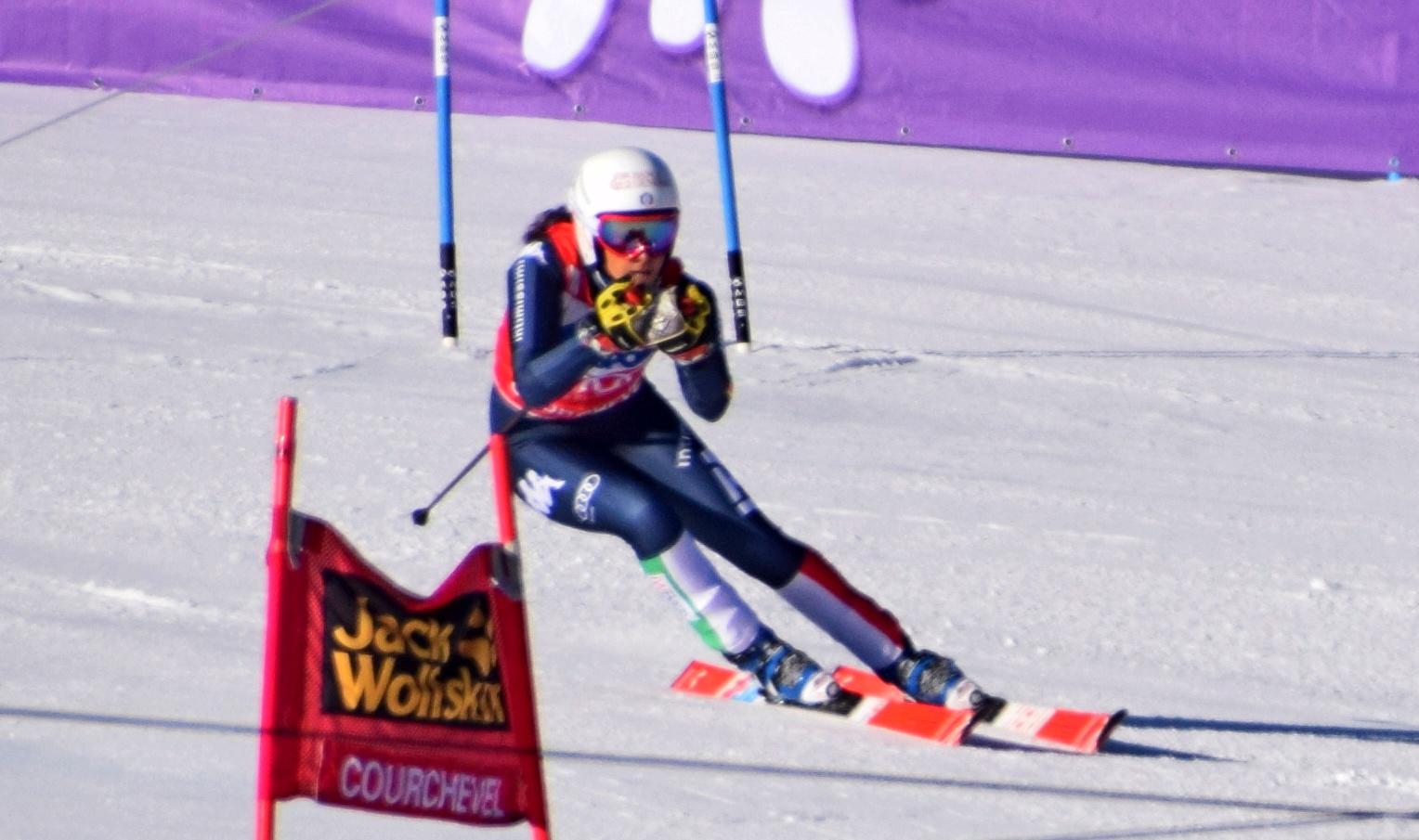
Federica Brignoneová na trati obřího slalomu v Courchevel, 20. prosince 2015

Do sezóny nezasáhla obhájkyně velkého křišťálového glóbu Anna Fenningerová kvůli vážnému zranění kolena. Druhá z předchozího ročníku Tina Mazeová se rozhodla pro vynechání ročníku před definitivním rozhodnutím, jestli v kariéře dále pokračovat. Olympijská vítězka Julia Mancusová podstoupila během listopadu 2015 operaci kyčle, když konzervativní léčba nevedla k úplnému uzdravení. 
V úvodní části Světového poháru se zranilo několik lyžařek ze širší světové špičky. Švédka Sara Hectorová si v aareském obřím slalomu přivodila vážné poranění kolena a americké držitelky malého křišťálového glóbu z předchozího ročníku Lindsey Vonnová s Mikaelou Shiffrinovou chyběly v několika závodech kvůli nedoléčeným zraněním. Vonnová absentovala v říjnu a listopadu pro rehabilitaci zlomeného hlezna z léta 2015. V listopadu jí byla navíc sešitá rána na palci ruky po kousnutí jednoho ze svých bojujících psů, které se snažila od sebe odtrhnout. Shiffrinová vypadla ze seriálu uprostřed prosince po zranění kolena v aarském tréninku. Rekonvalescence se prodloužila přes hlavní část ročníku až do poloviny února 2016, kdy se vrátila vítězným slalomem v Crans-Montaně.

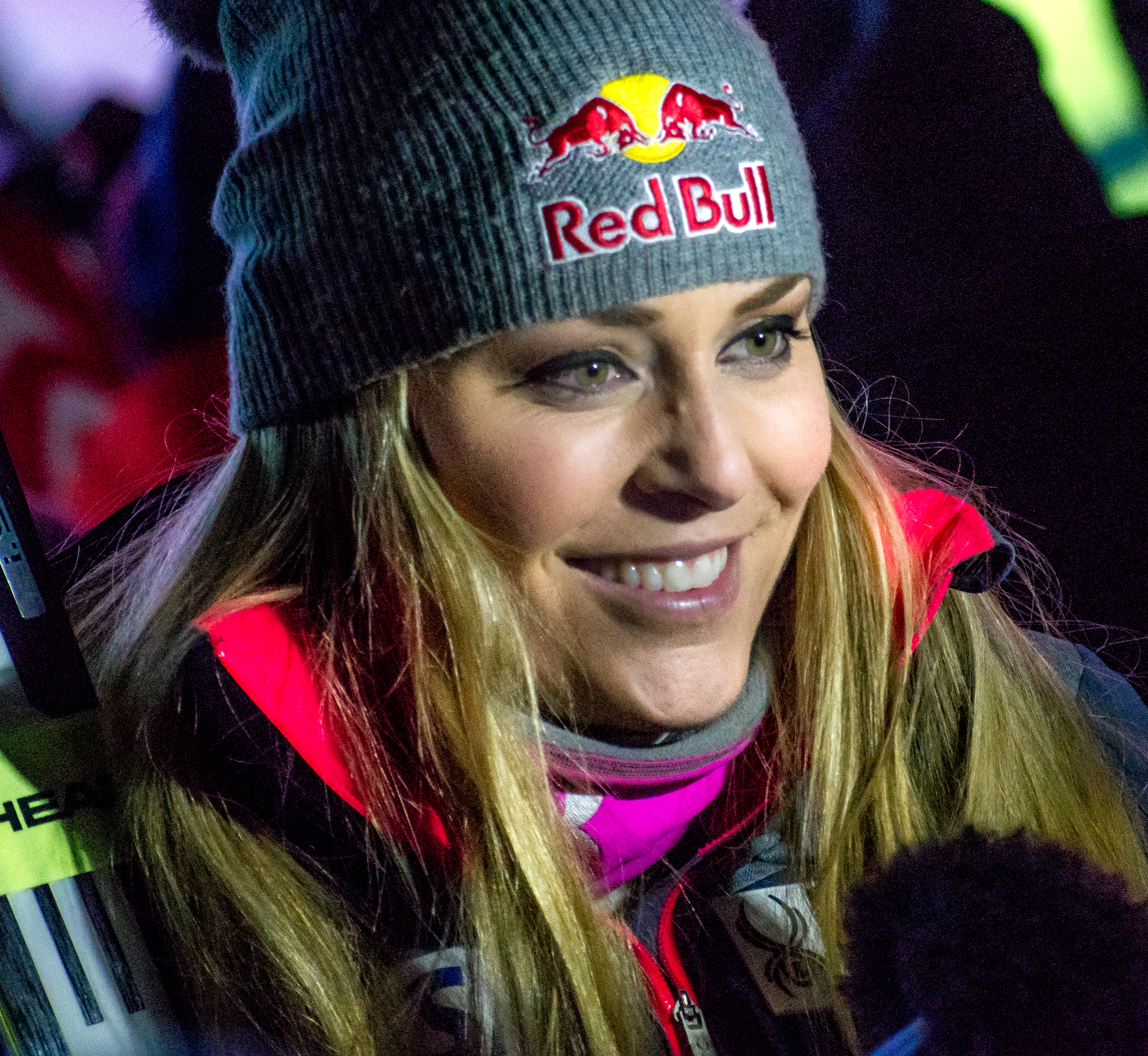
Lindsey Vonnová během městského závodu ve Stockholmu v únoru 2016. V závěru února, kdy vedla celkové hodnocení, předčasně ukončila sezónu po pádu v Soldeu. Přesto získala poslední glóbus v kariéře za vítězství ve sjezdu.

V lednu 2016 došlo k přeložení několika závodů kvůli teplému počasí a nedostatku sněhu v Alpách. Plánovaný víkendový program v rakouském Svatém Antonu tak museli organizátoři přeložit do Zauchensee, kde se uskutečnily oba závody v původním lednovém termínu. Přeložení se dotklo také lednových akcí v Záhřebu, Ofterschwangu a Mariboru. Naopak velký příděl sněhu okolo poloviny února způsobil výpadek závodů v Crans-Montaně, z níž byl sjezd přesunut do La Thuile. 
Na konci února pak – sedm týdnů po návratu k závodění – Lindsey Vonnová spadla v chumelenici andorrského sjezdu a poranila si levé koleno, s nímž měla v minulosti opakovaně problémy. Vyšetření v Soldeu odhalilo vlasovou zlomeninu, s níž o den později skončila třináctá v superkombinaci. Magnetická rezonance v Barceloně však ukázala na tři linie zlomenin v oblasti kolenního kloubu, které pro Američanku znamenaly předčasný konec sezóny. Přesto již na konci února získala jistotu osmého malého glóbu ve sjezdu, posledního glóbu své kariéry. Ve chvíli odstoupení dokonce vedla celkové průběžné hodnocení o 28 bodů před Larou Gutovou a na čele figurovala i v Super-G.
Celkovou vítězkou sezóny se poprvé stala Švýcarka  Lara Gutová. Velký křišťálový glóbus si zajistila po finálovém sjezdu ve Svatém Mořici, do něhož nenastoupila druhá v pořadí Viktoria Rebensburgová, čímž tři závody před koncem získala nedostižitelný náskok. Prvenství si připsala jako první Švýcarka od triumfu Vreni Schneiderové v roce 1995 a navázala na Carla Janku, jenž byl posledním švýcarským držitelem velkého glóbu v roce 2010. V sezóně vyhrála šest závodů. Gutové meziroční vylepšení konečného umístění o osm příček znamenalo největší posun celkové vítězky klasifikací od Janici Kostelićové, která ovládla sezónu 2003 po 14. místě v předchozím ročníku. Gutová navíc vyhrála hodnocení superobřího slalomu.

## Muži

### Kalendář
| 1593. | 1.        | 25. října 2015     | Sölden                                                                        | OS 380                                                                        | Ted Ligety                                                                            | Thomas Fanara                                                                         | Marcel Hirscher                                                                       | [ 28 ] [ 29 ]                                                                         |
| |           | 15. listopadu 2015 | Levi                                                                          | SL cnx                                                                        | nedostatek sněhu                                                                      | nedostatek sněhu                                                                      | nedostatek sněhu                                                                      | nedostatek sněhu                                                                      |
| 1594. | 2.        | 28. listopadu 2015 | Lake Louise                                                                   | SJ 452                                                                        | Aksel Lund Svindal                                                                    | Peter Fill                                                                            | Travis Ganong                                                                         | [ 33 ] [ 34 ]                                                                         |
| 1595. | 3.        | 29. listopadu 2015 | Lake Louise                                                                   | SG 185                                                                        | Aksel Lund Svindal                                                                    | Matthias Mayer                                                                        | Peter Fill                                                                            | [ 35 ] [ 36 ]                                                                         |
| 1596. | 4.        | 4. prosince 2015   | Beaver Creek                                                                  | SJ 453                                                                        | Aksel Lund Svindal                                                                    | Kjetil Jansrud                                                                        | Guillermo Fayed                                                                       | [ 38 ] [ 39 ]                                                                         |
| 1597. | 5.        | 5. prosince 2015   | Beaver Creek                                                                  | SG 186                                                                        | Marcel Hirscher                                                                       | Ted Ligety                                                                            | Andrew Weibrecht                                                                      | [ 40 ] [ 41 ]                                                                         |
| 1598. | 6.        | 6. prosince 2015   | Beaver Creek                                                                  | OS 381                                                                        | Marcel Hirscher                                                                       | Victor Muffat-Jeandet                                                                 | Henrik Kristoffersen                                                                  | [ 42 ] [ 43 ]                                                                         |
| 1599. | 7.        | 12. prosince 2015  | Val-d'Isère                                                                   | OS 382                                                                        | Marcel Hirscher                                                                       | Felix Neureuther                                                                      | Victor Muffat-Jeandet                                                                 | [ 45 ] [ 46 ]                                                                         |
| 1600. | 8.        | 13. prosince 2015  | Val-d'Isère                                                                   | SL 450                                                                        | Henrik Kristoffersen                                                                  | Marcel Hirscher                                                                       | Felix Neureuther                                                                      | [ 47 ] [ 48 ]                                                                         |
| 1601. | 9.        | 18. prosince 2015  | Val Gardena                                                                   | SG 187                                                                        | Aksel Lund Svindal                                                                    | Kjetil Jansrud                                                                        | Aleksander Aamodt Kilde                                                               | [ 50 ] [ 51 ]                                                                         |
| 1602. | 10.       | 19. prosince 2015  | Val Gardena                                                                   | SJ 454                                                                        | Aksel Lund Svindal                                                                    | Guillermo Fayed                                                                       | Kjetil Jansrud                                                                        | [ 52 ] [ 53 ]                                                                         |
| 1603. | 11.       | 20. prosince 2015  | Alta Badia                                                                    | OS 383                                                                        | Marcel Hirscher                                                                       | Henrik Kristoffersen                                                                  | Victor Muffat-Jeandet                                                                 | [ 55 ] [ 56 ]                                                                         |
| 1604. | 12.       | 21. prosince 2015  | Alta Badia                                                                    | PG 001                                                                        | Kjetil Jansrud                                                                        | Aksel Lund Svindal                                                                    | André Myhrer                                                                          | [ 57 ] [ 58 ]                                                                         |
| 1605. | 13.       | 22. prosince 2015  | Madonna di Campiglio                                                          | SL 451                                                                        | Henrik Kristoffersen                                                                  | Marcel Hirscher                                                                       | Marco Schwarz                                                                         | [ 60 ] [ 61 ]                                                                         |
| 1606. | 14.       | 29. prosince 2015  | Santa Caterina                                                                | SJ 455                                                                        | Adrien Théaux                                                                         | Hannes Reichelt                                                                       | David Poisson                                                                         | [ 64 ] [ 65 ]                                                                         |
| 1607. | 15.       | 6. ledna 2016      | Santa Caterina                                                                | SL 452                                                                        | Marcel Hirscher                                                                       | Henrik Kristoffersen                                                                  | Alexandr Chorošilov                                                                   | [ 66 ] [ 67 ]                                                                         |
| |           | 1. ledna 2016      | Mnichov                                                                       | MZ cnx                                                                        | předsezónní organizační záležitosti; přesunuto do Stockholmu na 23. února 2016        | předsezónní organizační záležitosti; přesunuto do Stockholmu na 23. února 2016        | předsezónní organizační záležitosti; přesunuto do Stockholmu na 23. února 2016        | předsezónní organizační záležitosti; přesunuto do Stockholmu na 23. února 2016        |
| 6. ledna 2016 | Záhřeb    | SL cnx             | teplé počasí a nedostatek sněhu; přeloženo do Santa Cateriny na 6. ledna 2016 | teplé počasí a nedostatek sněhu; přeloženo do Santa Cateriny na 6. ledna 2016 | teplé počasí a nedostatek sněhu; přeloženo do Santa Cateriny na 6. ledna 2016         | teplé počasí a nedostatek sněhu; přeloženo do Santa Cateriny na 6. ledna 2016         |                                                                                       |                                                                                       |
| 9. ledna 2016 | Adelboden | OS cnx             | hustá mlha a nepříznivé počasí; přeloženo do Hinterstoderu na 26. února 2016  | hustá mlha a nepříznivé počasí; přeloženo do Hinterstoderu na 26. února 2016  | hustá mlha a nepříznivé počasí; přeloženo do Hinterstoderu na 26. února 2016          | hustá mlha a nepříznivé počasí; přeloženo do Hinterstoderu na 26. února 2016          |                                                                                       |                                                                                       |
| 1608. | Adelboden | 16.                | 10. ledna 2016                                                                | SL 453                                                                        | Henrik Kristoffersen                                                                  | Marcel Hirscher                                                                       | Alexandr Chorošilov                                                                   | [ 73 ] [ 74 ]                                                                         |
| 1609. | 17.       | 15. ledna 2016     | Wengen                                                                        | SK 123                                                                        | Kjetil Jansrud                                                                        | Aksel Lund Svindal                                                                    | Adrien Théaux                                                                         | [ 78 ] [ 79 ]                                                                         |
| 1610. | 18.       | 16. ledna 2016     | Wengen                                                                        | SJ 456                                                                        | Aksel Lund Svindal                                                                    | Hannes Reichelt                                                                       | Klaus Kröll                                                                           | [ 80 ] [ 81 ]                                                                         |
| 1611. | 19.       | 17. ledna 2016     | Wengen                                                                        | SL 454                                                                        | Henrik Kristoffersen                                                                  | Giuliano Razzoli                                                                      | Stefano Gross                                                                         | [ 82 ] [ 83 ]                                                                         |
| 1612. | 20.       | 22. ledna 2016     | Kitzbühel                                                                     | SG 188                                                                        | Aksel Lund Svindal                                                                    | Andrew Weibrecht                                                                      | Hannes Reichelt                                                                       | [ 85 ] [ 86 ]                                                                         |
| 1613. | 21.       | 22. ledna 2016     | Kitzbühel                                                                     | SK 124                                                                        | Alexis Pinturault                                                                     | Victor Muffat-Jeandet                                                                 | Thomas Mermillod-Blondin                                                              | [ 87 ] [ 88 ]                                                                         |
| 1614. | 22.       | 23. ledna 2016     | Kitzbühel                                                                     | SJ 457                                                                        | Peter Fill                                                                            | Beat Feuz                                                                             | Carlo Janka                                                                           | [ 89 ] [ 90 ]                                                                         |
| 1615. | 23.       | 24. ledna 2016     | Kitzbühel                                                                     | SL 455                                                                        | Henrik Kristoffersen                                                                  | Marcel Hirscher                                                                       | Fritz Dopfer                                                                          | [ 91 ] [ 92 ]                                                                         |
| 1616. | 24.       | 26. ledna 2016     | Schladming                                                                    | SL 456                                                                        | Henrik Kristoffersen                                                                  | Marcel Hirscher                                                                       | Alexandr Chorošilov                                                                   | [ 94 ] [ 95 ]                                                                         |
| 1617. | 25.       | 30. ledna 2016     | Garmisch                                                                      | SJ 458                                                                        | Aleksander Aamodt Kilde                                                               | Boštjan Kline                                                                         | Beat Feuz                                                                             | [ 97 ] [ 98 ]                                                                         |
| |           | 31. ledna 2016     | Garmisch                                                                      | OS cnx                                                                        | vysoká vlhkost, silný déšť a hustá mlha; přeloženo do Kranjské Gory na 4. března 2016 | vysoká vlhkost, silný déšť a hustá mlha; přeloženo do Kranjské Gory na 4. března 2016 | vysoká vlhkost, silný déšť a hustá mlha; přeloženo do Kranjské Gory na 4. března 2016 | vysoká vlhkost, silný déšť a hustá mlha; přeloženo do Kranjské Gory na 4. března 2016 |
| 1618. | 26.       | 6. února 2016      | Čongson]                                                                      | SJ 459                                                                        | Kjetil Jansrud                                                                        | Dominik Paris                                                                         | Steven Nyman                                                                          | [ 103 ] [ 104 ]                                                                       |
| 1619. | 27.       | 7. února 2016      | Čongson]                                                                      | SG 189                                                                        | Carlo Janka                                                                           | Christof Innerhofer                                                                   | Vincent Kriechmayr                                                                    | [ 105 ] [ 106 ]                                                                       |
| 1620. | 28.       | 13. února 2016     | Juzawa Naeba                                                                  | OS 384                                                                        | Alexis Pinturault                                                                     | Mathieu Faivre                                                                        | Massimiliano Blardone                                                                 | [ 108 ] [ 109 ]                                                                       |
| 1621. | 29.       | 14. února 2016     | Juzawa Naeba                                                                  | SL 457                                                                        | Felix Neureuther                                                                      | André Myhrer                                                                          | Marco Schwarz                                                                         | [ 110 ] [ 111 ]                                                                       |
| 1622. | 30.       | 19. února 2016     | Chamonix                                                                      | SK 125                                                                        | Alexis Pinturault                                                                     | Dominik Paris                                                                         | Thomas Mermillod-Blondin                                                              | [ 113 ] [ 114 ]                                                                       |
| 1623. | 31.       | 20. února 2016     | Chamonix                                                                      | SJ 460                                                                        | Dominik Paris                                                                         | Steven Nyman                                                                          | Beat Feuz                                                                             | [ 115 ] [ 116 ]                                                                       |
| 1624. | 32.       | 23. února 2016     | Stockholm                                                                     | MZ 005                                                                        | Marcel Hirscher                                                                       | André Myhrer                                                                          | Stefano Gross                                                                         | [ 118 ] [ 119 ]                                                                       |
| 1625. | 33.       | 26. února 2016     | Hinterstoder                                                                  | OS 385                                                                        | Alexis Pinturault                                                                     | Marcel Hirscher                                                                       | Thomas Fanara                                                                         | [ 72 ] [ 121 ]                                                                        |
| 1626. | 34.       | 27. února 2016     | Hinterstoder                                                                  | SG 190                                                                        | Aleksander Aamodt Kilde                                                               | Boštjan Kline                                                                         | Marcel Hirscher                                                                       | [ 122 ] [ 123 ]                                                                       |
| 1627. | 35.       | 28. února 2016     | Hinterstoder                                                                  | OS 386                                                                        | Alexis Pinturault                                                                     | Marcel Hirscher                                                                       | Henrik Kristoffersen                                                                  | [ 124 ] [ 125 ]                                                                       |
| 1628. | 36.       | 4. března 2016     | Kranjska Gora                                                                 | OS 387                                                                        | Alexis Pinturault                                                                     | Philipp Schörghofer                                                                   | Marcel Hirscher                                                                       | [ 127 ] [ 128 ]                                                                       |
| 1629. | 37.       | 5. března 2016     | Kranjska Gora                                                                 | OS 388                                                                        | Marcel Hirscher                                                                       | Alexis Pinturault                                                                     | Henrik Kristoffersen                                                                  | [ 129 ] [ 130 ]                                                                       |
| 1630. | 38.       | 6. března 2016     | Kranjska Gora                                                                 | SL 458                                                                        | Marcel Hirscher                                                                       | Henrik Kristoffersen                                                                  | Stefano Gross                                                                         | [ 131 ] [ 132 ]                                                                       |
| 1631. | 39.       | 12. března 2016    | Kvitfjell                                                                     | SJ 461                                                                        | Dominik Paris                                                                         | Valentin Giraud Moine                                                                 | Steven Nyman                                                                          | [ 134 ] [ 135 ]                                                                       |
| 1632. | 40.       | 13. března 2016    | Kvitfjell                                                                     | SG 191                                                                        | Kjetil Jansrud                                                                        | Vincent Kriechmayr                                                                    | Dominik Paris                                                                         | [ 136 ] [ 137 ]                                                                       |
| Finále Světového poháru |           |                    |                                                                               |                                                                               |                                                                                       |                                                                                       |                                                                                       |                                                                                       |
| 1633. | 41.       | 16. března 2016    | Svatý Mořic                                                                   | SJ 462                                                                        | Beat Feuz                                                                             | Steven Nyman                                                                          | Erik Guay                                                                             | [ 140 ] [ 141 ]                                                                       |
| 1634. | 42.       | 17. března 2016    | Svatý Mořic                                                                   | SG 192                                                                        | Beat Feuz                                                                             | Kjetil Jansrud Aleksander Aamodt Kilde                                                | 3. místo neuděleno                                                                    | [ 142 ] [ 143 ]                                                                       |
| 1635. | 43.       | 19. března 2016    | Svatý Mořic                                                                   | OS 389                                                                        | Thomas Fanara                                                                         | Alexis Pinturault                                                                     | Mathieu Faivre                                                                        | [ 144 ] [ 145 ]                                                                       |
| 1636. | 44.       | 20. března 2016    | Svatý Mořic                                                                   | SL 459                                                                        | André Myhrer                                                                          | Marcel Hirscher                                                                       | Sebastian Foss-Solevåg                                                                | [ 146 ] [ 147 ]                                                                       |
| Legenda |           |                    |                                                                               |                                                                               |                                                                                       |                                                                                       |                                                                                       |                                                                                       |
| SJ – sjezd, SL – slalom, OS – obří slalom, SG – Super-G, SK – superkombinace, MZ – městský závod (paralelní), PG – paralelní obří slalom |           |                    |                                                                               |                                                                               |                                                                                       |                                                                                       |                                                                                       |                                                                                       |

### Konečné pořadí
| Poř. | po 44 závodech       | body |
| ---- | -------------------- | ---- |
| 1.   | Marcel Hirscher      | 1795 |
| 2.   | Henrik Kristoffersen | 1298 |
| 3.   | Alexis Pinturault    | 1200 |
| 4.   | Kjetil Jansrud       | 1161 |
| 5.   | Aksel Lund Svindal   | 916  |

| Poř. | po 11 závodech     | body |
| ---- | ------------------ | ---- |
| 1.   | Peter Fill         | 462  |
| 2.   | Aksel Lund Svindal | 436  |
| 3.   | Dominik Paris      | 432  |
| 3.   | Kjetil Jansrud     | 432  |
| 5.   | Beat Feuz          | 414  |

| Poř. | po 8 závodech           | body |
| ---- | ----------------------- | ---- |
| 1.   | Aleksander Aamodt Kilde | 415  |
| 2.   | Kjetil Jansrud          | 375  |
| 3.   | Aksel Lund Svindal      | 310  |
| 4.   | Vincent Kriechmayr      | 298  |
| 5.   | Carlo Janka             | 259  |

| Poř. | po 11 závodech        | body |
| ---- | --------------------- | ---- |
| 1.   | Marcel Hirscher       | 766  |
| 2.   | Alexis Pinturault     | 690  |
| 3.   | Henrik Kristoffersen  | 487  |
| 4.   | Mathieu Faivre        | 423  |
| 5.   | Victor Muffat-Jeandet | 405  |

| Poř. | po 11 závodech       | body |
| ---- | -------------------- | ---- |
| 1.   | Henrik Kristoffersen | 811  |
| 2.   | Marcel Hirscher      | 780  |
| 3.   | Felix Neureuther     | 389  |
| 4.   | André Myhrer         | 367  |
| 5.   | Alexandr Chorošilov  | 358  |

| Poř. | po 3 závodech            | body |
| ---- | ------------------------ | ---- |
| 1.   | Alexis Pinturault        | 220  |
| 2.   | Thomas Mermillod-Blondin | 170  |
| 3.   | Kjetil Jansrud           | 165  |
| 4.   | Dominik Paris            | 161  |
| 5.   | Victor Muffat-Jeandet    | 130  |

## Ženy

### Kalendář
| 1487.                                                                                            | 1.     | 24. října 2015                                                              | Sölden                                                                        | OS 379                                                                        | Federica Brignoneová                                                           | Mikaela Shiffrinová                                                            | Tina Weiratherová                                                              | [ 148 ] [ 149 ]                                                                |
|                                                                                                  |        | 14. listopadu 2015                                                          | Levi                                                                          | SL cnx                                                                        | nedostatek sněhu; přesunuto do Aspenu na 28. listopadu 2015                    | nedostatek sněhu; přesunuto do Aspenu na 28. listopadu 2015                    | nedostatek sněhu; přesunuto do Aspenu na 28. listopadu 2015                    | nedostatek sněhu; přesunuto do Aspenu na 28. listopadu 2015                    |
| 1488.                                                                                            | 2.     | 27. listopadu 2015                                                          | Aspen                                                                         | OS 380                                                                        | Lara Gutová                                                                    | Eva-Maria Bremová                                                              | Federica Brignoneová                                                           | [ 152 ] [ 153 ]                                                                |
| 1489.                                                                                            | 3.     | 28. listopadu 2015                                                          | Aspen                                                                         | SL 427                                                                        | Mikaela Shiffrinová                                                            | Veronika Velez Zuzulová                                                        | Frida Hansdotterová                                                            | [ 154 ] [ 155 ]                                                                |
| 1490.                                                                                            | 4.     | 29. listopadu 2015                                                          | Aspen                                                                         | SL 428                                                                        | Mikaela Shiffrinová                                                            | Frida Hansdotterová                                                            | Šárka Strachová                                                                | [ 156 ] [ 157 ]                                                                |
| 1491.                                                                                            | 5.     | 4. prosince 2015                                                            | Lake Louise                                                                   | SJ 377                                                                        | Lindsey Vonnová                                                                | Cornelia Hütterová                                                             | Ramona Siebenhoferová                                                          | [ 158 ] [ 159 ]                                                                |
| 1492.                                                                                            | 6.     | 5. prosince 2015                                                            | Lake Louise                                                                   | SJ 378                                                                        | Lindsey Vonnová                                                                | Fabienne Suterová                                                              | Cornelia Hütterová                                                             | [ 160 ] [ 161 ]                                                                |
| 1493.                                                                                            | 7.     | 6. prosince 2015                                                            | Lake Louise                                                                   | SG 204                                                                        | Lindsey Vonnová                                                                | Tamara Tipplerová                                                              | Cornelia Hütterová                                                             | [ 162 ] [ 163 ]                                                                |
| 1494.                                                                                            | 8.     | 12. prosince 2015                                                           | Åre                                                                           | OS 381                                                                        | Lindsey Vonnová                                                                | Eva-Maria Bremová                                                              | Federica Brignoneová                                                           | [ 165 ] [ 166 ]                                                                |
| 1495.                                                                                            | 9.     | 13. prosince 2015                                                           | Åre                                                                           | SL 429                                                                        | Petra Vlhová                                                                   | Frida Hansdotterová                                                            | Nina Løsethová                                                                 | [ 167 ] [ 168 ]                                                                |
| 1496.                                                                                            | 10.    | 18. prosince 2015                                                           | Val-d'Isère                                                                   | SK 096                                                                        | Lara Gutová                                                                    | Lindsey Vonnová                                                                | Michaela Kirchgasserová                                                        | [ 169 ] [ 170 ]                                                                |
| 1497.                                                                                            | 11.    | 19. prosince 2015                                                           | Val-d'Isère                                                                   | SJ 379                                                                        | Lara Gutová                                                                    | Fabienne Suterová                                                              | Larisa Yurkiwová                                                               | [ 171 ] [ 172 ]                                                                |
| 1498.                                                                                            | 12.    | 20. prosince 2015                                                           | Courchevel                                                                    | OS 382                                                                        | Eva-Maria Bremová                                                              | Lara Gutová Nina Løsethová                                                     | 3. místo neuděleno                                                             | [ 174 ] [ 175 ]                                                                |
| 1499.                                                                                            | 13.    | 28. prosince 2015                                                           | Lienz                                                                         | OS 383                                                                        | Lara Gutová                                                                    | Tina Weiratherová                                                              | Viktoria Rebensburgová                                                         | [ 178 ] [ 179 ]                                                                |
| 1500.                                                                                            | 14.    | 29. prosince 2015                                                           | Lienz                                                                         | SL 430                                                                        | Frida Hansdotterová                                                            | Wendy Holdenerová                                                              | Petra Vlhová                                                                   | [ 180 ] [ 181 ]                                                                |
|                                                                                                  |        | 1. ledna 2016                                                               | Mnichov                                                                       | MZ cnx                                                                        | předsezónní organizační záležitosti; přesunuto do Stockholmu na 23. února 2016 | předsezónní organizační záležitosti; přesunuto do Stockholmu na 23. února 2016 | předsezónní organizační záležitosti; přesunuto do Stockholmu na 23. února 2016 | předsezónní organizační záležitosti; přesunuto do Stockholmu na 23. února 2016 |
| 3. ledna 2016                                                                                    | Záhřeb | SL cnx                                                                      | teplé počasí a nedostatek sněhu; přesunuto do Santa Cateriny na 5. ledna 2016 | teplé počasí a nedostatek sněhu; přesunuto do Santa Cateriny na 5. ledna 2016 | teplé počasí a nedostatek sněhu; přesunuto do Santa Cateriny na 5. ledna 2016  | teplé počasí a nedostatek sněhu; přesunuto do Santa Cateriny na 5. ledna 2016  |                                                                                |                                                                                |
| 1501.                                                                                            | 15.    | 5. ledna 2016                                                               | Santa Caterina                                                                | SL 431                                                                        | Nina Løsethová                                                                 | Šárka Strachová                                                                | Veronika Velez Zuzulová                                                        | [ 183 ] [ 184 ]                                                                |
|                                                                                                  |        | 9. ledna 2016                                                               | St. Anton                                                                     | SJ cnx                                                                        | teplé počasí a nedostatek sněhu; přesunuto do Zauchensee na 9. ledna 2016      | teplé počasí a nedostatek sněhu; přesunuto do Zauchensee na 9. ledna 2016      | teplé počasí a nedostatek sněhu; přesunuto do Zauchensee na 9. ledna 2016      | teplé počasí a nedostatek sněhu; přesunuto do Zauchensee na 9. ledna 2016      |
| 10. ledna 2016                                                                                   | SG cnx | teplé počasí a nedostatek sněhu; přesunuto do Zauchensee na 10. ledna 2016  | teplé počasí a nedostatek sněhu; přesunuto do Zauchensee na 10. ledna 2016    | teplé počasí a nedostatek sněhu; přesunuto do Zauchensee na 10. ledna 2016    | teplé počasí a nedostatek sněhu; přesunuto do Zauchensee na 10. ledna 2016     |                                                                                |                                                                                |                                                                                |
| 1502.                                                                                            | 16.    | 9. ledna 2016                                                               | Zauchensee                                                                    | SJ 380                                                                        | Lindsey Vonnová                                                                | Larisa Yurkiwová                                                               | Cornelia Hütterová                                                             | [ 21 ] [ 187 ] [ 188 ]                                                         |
| 1503.                                                                                            | 17.    | 10. ledna 2016                                                              | Zauchensee                                                                    | SG 205                                                                        | Lindsey Vonnová                                                                | Lara Gutová                                                                    | Cornelia Hütterová                                                             | [ 189 ] [ 190 ]                                                                |
|                                                                                                  |        | 16. ledna 2016                                                              | Ofterschwang                                                                  | OS cnx                                                                        | teplé počasí a nedostatek sněhu; přesunuto do Flachau na 17. ledna 2016        | teplé počasí a nedostatek sněhu; přesunuto do Flachau na 17. ledna 2016        | teplé počasí a nedostatek sněhu; přesunuto do Flachau na 17. ledna 2016        | teplé počasí a nedostatek sněhu; přesunuto do Flachau na 17. ledna 2016        |
| 17. ledna 2016                                                                                   | SL cnx | teplé počasí a nedostatek sněhu; přesunuto do Flachau již na 15. ledna 2016 | teplé počasí a nedostatek sněhu; přesunuto do Flachau již na 15. ledna 2016   | teplé počasí a nedostatek sněhu; přesunuto do Flachau již na 15. ledna 2016   | teplé počasí a nedostatek sněhu; přesunuto do Flachau již na 15. ledna 2016    |                                                                                |                                                                                |                                                                                |
| 1504.                                                                                            | 18.    | 12. ledna 2016                                                              | Flachau                                                                       | SL 432                                                                        | Veronika Velez Zuzulová                                                        | Šárka Strachová                                                                | Frida Hansdotterová                                                            | [ 195 ] [ 196 ]                                                                |
| 1505.                                                                                            | 19.    | 15. ledna 2016                                                              | Flachau                                                                       | SL 433                                                                        | Veronika Velez Zuzulová                                                        | Frida Hansdotterová                                                            | Petra Vlhová                                                                   | [ 197 ] [ 198 ]                                                                |
| 1506.                                                                                            | 20.    | 17. ledna 2016                                                              | Flachau                                                                       | OS 384                                                                        | Viktoria Rebensburgová                                                         | Ana Drevová                                                                    | Federica Brignoneová                                                           | [ 199 ] [ 200 ]                                                                |
| 1507.                                                                                            | 21.    | 23. ledna 2016                                                              | Cortina d'Ampezzo                                                             | SJ 381                                                                        | Lindsey Vonnová                                                                | Larisa Yurkiwová                                                               | Lara Gutová                                                                    | [ 202 ] [ 203 ]                                                                |
| 1508.                                                                                            | 22.    | 24. ledna 2016                                                              | Cortina d'Ampezzo                                                             | SG 206                                                                        | Lindsey Vonnová                                                                | Tina Weiratherová                                                              | Viktoria Rebensburgová                                                         | [ 204 ] [ 205 ]                                                                |
| 1509.                                                                                            | 23.    | 30. ledna 2016                                                              | Maribor                                                                       | OS 385                                                                        | Viktoria Rebensburgová                                                         | Ana Drevová                                                                    | Tina Weiratherová                                                              | [ 207 ] [ 208 ]                                                                |
|                                                                                                  |        | 31. ledna 2016                                                              | Maribor                                                                       | SL cnx                                                                        | teplé počasí a nevyhovující trať; přesunuto do Crans-Montany na 15. února 2016 | teplé počasí a nevyhovující trať; přesunuto do Crans-Montany na 15. února 2016 | teplé počasí a nevyhovující trať; přesunuto do Crans-Montany na 15. února 2016 | teplé počasí a nevyhovující trať; přesunuto do Crans-Montany na 15. února 2016 |
| 1510.                                                                                            | 24.    | 6. února 2016                                                               | Garmisch                                                                      | SJ 382                                                                        | Lindsey Vonnová                                                                | Fabienne Suterová                                                              | Viktoria Rebensburgová                                                         | [ 210 ] [ 211 ]                                                                |
| 1511.                                                                                            | 25.    | 7. února 2016                                                               | Garmisch                                                                      | SG 207                                                                        | Lara Gutová                                                                    | Viktoria Rebensburgová                                                         | Lindsey Vonnová                                                                | [ 212 ] [ 213 ]                                                                |
|                                                                                                  |        | 13. února 2016                                                              | Crans-Montana                                                                 | SJ cnx                                                                        | velká sněhová nadílka: přesunuto do La Thuile na 19. února 2016                | velká sněhová nadílka: přesunuto do La Thuile na 19. února 2016                | velká sněhová nadílka: přesunuto do La Thuile na 19. února 2016                | velká sněhová nadílka: přesunuto do La Thuile na 19. února 2016                |
| 14. února 2016                                                                                   | SK cnx | velká sněhová nadílka způsobila zpoždění harmonogramu                       | velká sněhová nadílka způsobila zpoždění harmonogramu                         | velká sněhová nadílka způsobila zpoždění harmonogramu                         | velká sněhová nadílka způsobila zpoždění harmonogramu                          |                                                                                |                                                                                |                                                                                |
| 1512.                                                                                            | 26.    | 15. února 2016                                                              | Crans-Montana                                                                 | SL 434                                                                        | Mikaela Shiffrinová                                                            | Nastasia Noensová                                                              | Marie-Michèle Gagnonová                                                        | [ 209 ] [ 217 ] [ 218 ]                                                        |
| 1513.                                                                                            | 27.    | 19. února 2016                                                              | La Thuile                                                                     | SJ 383                                                                        | Lara Gutová                                                                    | Cornelia Hütterová                                                             | Nadia Fanchiniová                                                              | [ 220 ] [ 221 ]                                                                |
| 1514.                                                                                            | 28.    | 20. února 2016                                                              | La Thuile                                                                     | SJ 384                                                                        | Nadia Fanchiniová                                                              | Lindsey Vonnová                                                                | Daniela Merighettiová                                                          | [ 222 ] [ 223 ]                                                                |
| 1515.                                                                                            | 29.    | 21. února 2016                                                              | La Thuile                                                                     | SG 208                                                                        | Tina Weiratherová                                                              | Lara Gutová                                                                    | Lindsey Vonnová                                                                | [ 224 ] [ 225 ]                                                                |
| 1516.                                                                                            | 30.    | 23. února 2016                                                              | Stockholm                                                                     | MZ 005                                                                        | Wendy Holdenerová                                                              | Frida Hansdotterová                                                            | Maria Pietilä-Holmnerová                                                       | [ 226 ] [ 227 ]                                                                |
| 1517.                                                                                            | 31.    | 27. února 2016                                                              | Soldeu                                                                        | SG 209                                                                        | Federica Brignoneová                                                           | Laurenne Rossová                                                               | Tamara Tipplerová                                                              | [ 229 ] [ 230 ]                                                                |
| 1518.                                                                                            | 32.    | 28. února 2016                                                              | Soldeu                                                                        | SK 097                                                                        | Marie-Michèle Gagnonová                                                        | Wendy Holdenerová                                                              | Anne-Sophie Barthetová                                                         | [ 231 ] [ 232 ]                                                                |
|                                                                                                  |        | 5. března 2016                                                              | Jasná                                                                         | OS cnx                                                                        | silný vítr; přesunuto v Jasné na 7. března 2016                                | silný vítr; přesunuto v Jasné na 7. března 2016                                | silný vítr; přesunuto v Jasné na 7. března 2016                                | silný vítr; přesunuto v Jasné na 7. března 2016                                |
| 1519.                                                                                            | 33.    | 6. března 2016                                                              | Jasná                                                                         | SL 435                                                                        | Mikaela Shiffrinová                                                            | Wendy Holdenerová                                                              | Veronika Velez Zuzulová                                                        | [ 235 ] [ 236 ]                                                                |
| 1520.                                                                                            | 34.    | 7. března 2016                                                              | Jasná                                                                         | OS 386                                                                        | Eva-Maria Bremová                                                              | Viktoria Rebensburgová                                                         | Federica Brignoneová                                                           | [ 237 ] [ 238 ]                                                                |
| 1521.                                                                                            | 35.    | 12. března 2016                                                             | Lenzerheide                                                                   | SG 210                                                                        | Cornelia Hütterová                                                             | Fabienne Suterová                                                              | Tamara Tipplerová                                                              | [ 240 ] [ 241 ]                                                                |
| 1522.                                                                                            | 36.    | 13. března 2016                                                             | Lenzerheide                                                                   | SK 098                                                                        | Wendy Holdenerová                                                              | Michaela Kirchgasserová                                                        | Lara Gutová                                                                    | [ 242 ] [ 243 ]                                                                |
| Finále Světového poháru                                                                          |        |                                                                             |                                                                               |                                                                               |                                                                                |                                                                                |                                                                                |                                                                                |
| 1523.                                                                                            | 37.    | 16. března 2016                                                             | Svatý Mořic                                                                   | SJ 385                                                                        | Mirjam Puchnerová                                                              | Fabienne Suterová                                                              | Elena Curtoniová                                                               | [ 244 ] [ 245 ]                                                                |
| 1524.                                                                                            | 38.    | 17. března 2016                                                             | Svatý Mořic                                                                   | SG 211                                                                        | Tina Weiratherová                                                              | Lara Gutová                                                                    | Cornelia Hütterová                                                             | [ 246 ] [ 247 ]                                                                |
| 1525.                                                                                            | 39.    | 19. března 2016                                                             | Svatý Mořic                                                                   | SL 436                                                                        | Mikaela Shiffrinová                                                            | Veronika Velez Zuzulová                                                        | Frida Hansdotterová                                                            | [ 248 ] [ 249 ]                                                                |
| 1526.                                                                                            | 40.    | 20. března 2016                                                             | Svatý Mořic                                                                   | OS 387                                                                        | Viktoria Rebensburgová                                                         | Taina Bariozová                                                                | Lara Gutová                                                                    | [ 250 ] [ 251 ]                                                                |
| Legenda                                                                                          |        |                                                                             |                                                                               |                                                                               |                                                                                |                                                                                |                                                                                |                                                                                |
| SJ – sjezd, SL – slalom, OS – obří slalom, SG – Super-G, SK – superkombinace, MZ – městský závod |        |                                                                             |                                                                               |                                                                               |                                                                                |                                                                                |                                                                                |                                                                                |

### Konečné pořadí
| Poř. | po 40 závodech         | body |
| ---- | ---------------------- | ---- |
| 1.   | Lara Gutová            | 1522 |
| 2.   | Lindsey Vonnová        | 1235 |
| 3.   | Viktoria Rebensburgová | 1147 |
| 4.   | Tina Weiratherová      | 1016 |
| 5.   | Frida Hansdotterová    | 915  |

| Poř. | po 9 závodech      | body |
| ---- | ------------------ | ---- |
| 1.   | Lindsey Vonnová    | 580  |
| 2.   | Fabienne Suterová  | 463  |
| 3.   | Larisa Yurkiwová   | 407  |
| 4.   | Lara Gutová        | 394  |
| 5.   | Cornelia Hütterová | 387  |

| Poř. | po 8 závodech          | body |
| ---- | ---------------------- | ---- |
| 1.   | Lara Gutová            | 481  |
| 2.   | Tina Weiratherová      | 436  |
| 3.   | Lindsey Vonnová        | 420  |
| 4.   | Cornelia Hütterová     | 400  |
| 5.   | Viktoria Rebensburgová | 293  |

| Poř. | po 9 závodech          | body |
| ---- | ---------------------- | ---- |
| 1.   | Eva-Maria Bremová      | 592  |
| 2.   | Viktoria Rebensburgová | 590  |
| 3.   | Lara Gutová            | 472  |
| 4.   | Federica Brignoneová   | 425  |
| 5.   | Tina Weiratherová      | 321  |

| Poř. | po 11 závodech          | body |
| ---- | ----------------------- | ---- |
| 1.   | Frida Hansdotterová     | 711  |
| 2.   | Veronika Velez Zuzulová | 626  |
| 3.   | Wendy Holdenerová       | 561  |
| 4.   | Mikaela Shiffrinová     | 500  |
| 5.   | Šárka Strachová         | 493  |

| Poř. | po 3 závodech           | body |
| ---- | ----------------------- | ---- |
| 1.   | Wendy Holdenerová       | 198  |
| 2.   | Lara Gutová             | 160  |
| 3.   | Michaela Kirchgasserová | 153  |
| 4.   | Marie-Michèle Gagnonová | 145  |
| 5.   | Lindsey Vonnová         | 100  |

## Týmová soutěž

### Kalendář
| Finále Světového poháru    |    |                 |             |        | | | |                 |
| 11.                        | 1. | 18. března 2016 | Svatý Mořic | PG 008 | ŠvýcarskoCharlotte Chableová Michelle Gisinová Wendy Holdenerová Justin Murisier Reto Schmidiger Daniel Yule | NěmeckoLena Dürrová Christina Geigerová Katrin Hirtl-Stanggassingerová Fritz Dopfer Stefan Luitz Dominik Stehle | ŠvédskoFrida Hansdotterová Maria Pietiläová Holmnerová Anna Swenn-Larssonová Jens Byggmark Mattias Hargin André Myhrer | [ 253 ] [ 254 ] |
| Legenda                    |    |                 |             |        | | | |                 |
| PG – paralelní obří slalom |    |                 |             |        | | | |                 |

## Pohár národů
| Poř. | po 85 závodech | body  |
| ---- | -------------- | ----- |
| 1.   | Rakousko       | 10591 |
| 2.   | Itálie         | 8770  |
| 3.   | Francie        | 7733  |
| 4.   | Švýcarsko      | 7195  |
| 5.   | Norsko         | 5929  |

| Poř. | po 44 závodech | body |
| ---- | -------------- | ---- |
| 1.   | Rakousko       | 5804 |
| 2.   | Francie        | 5603 |
| 3.   | Norsko         | 4833 |
| 4.   | Itálie         | 4512 |
| 5.   | Švýcarsko      | 2940 |

| Poř. | po 40 závodech | body |
| ---- | -------------- | ---- |
| 1.   | Rakousko       | 4787 |
| 2.   | Itálie         | 4258 |
| 3.   | Švýcarsko      | 4255 |
| 4.   | USA            | 3077 |
| 5.   | Švédsko        | 2432 |